# Matthieu Chedid

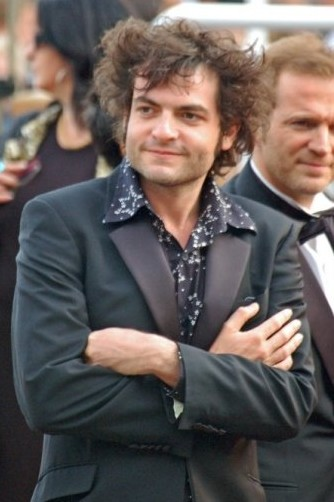
Matthieu Chedid bei den Filmfestspielen von Cannes 2006

Matthieu Chedid (* 21. Dezember 1971 in Boulogne-Billancourt, Département Hauts-de-Seine, Frankreich), auch bekannt unter seinem Pseudonym ‑M-, ist ein französischer Rocksänger und Gitarrist.

## Anfänge und Privatleben
Matthieu Chedid ist der Sohn des französischen Sängers Louis Chedid und Enkel der französischen Dichterin und Autorin Andrée Chedid, die auch Liedtexte für ihn schrieb. Chedid fing sehr früh an zu musizieren. Im Jahr 1978 sang er gemeinsam mit seiner Schwester Emile auf einem Album seines Vaters. In den Jahren darauf gründete er einige Bands, wie etwa Tam Tam (mit Mathieu Boogaerts), Les Bébés fous oder Les Poissons rouges. Mit zunehmendem Alter arbeitete er an der Seite von Philippe Chatel, Nina Morato, NTM, Sinclair und Billy Ze Kick. Darüber hinaus wirkte Chedid an Faudels erstem Album (Baida) mit, das 1997 erschien.
Chedid ist verheiratet und hat eine Tochter, die am 1. Mai 2002 geboren wurde.

## Karriere
Sein erstes Album, Le Baptême, das er zusammen mit Phillippe Zdar aufnahm, erschien im Jahr 1997. Es enthält unter anderem das Lied Machistador, das zu einem großen Erfolg wurde. Bei den Francofolies de la Rochelle von 1998 erhielt er den kanadischen Félix-Leclerc-Preis von einer Stiftung, die junge und talentierte Sänger fördert. 1999 folgte sein Album Je dis aime, worauf sich unter anderem die Titel Je dis aime und Bonito befinden, die von seiner Großmutter Andrée Chedid verfasst wurden. Für dieses Album erhielt er im Jahr 2000 zwei Preise beim französischen Musikpreis Victoires de la Musique. Dem Album folgte eine Tour, bei der Matthieu Chedid unter anderem einen Auftritt im Olympia in Paris hatte, der auf einer DVD mit dem Titel Le tour de -M- veröffentlicht wurde. Überdies komponierte Chedid ein Album von Vanessa Paradis.
Von der Geburt seiner Tochter inspiriert, begann Chedid 2002 sein drittes Album Qui de nous deux? zu schreiben, das im November 2003 erschien. Darüber hinaus komponierte er die Soundtracks der Filme Peau d’ange und Les Triplettes de Belleville. Im Rahmen einer weiteren Tour nahm er im Jahr 2004 an den Francofolies de Montréal teil. Die Tournee endete mit Chedids Auftritt im Pariser Olympia an der Seite des französischen Sängers Cali.
Louis Chedid und Pierre-Dominique Burgaud schrieben 2006 ein Musical namens Le Soldat rose, in dem Matthieu Chedid die Rolle eines Spielzeugsoldaten spielte, der traurig ist, weil er von seiner Verlobten getrennt wurde. Im Februar 2007 erhielt er einen César für die beste Filmmusik für seinen Soundtrack zum Film Ne le dis à personne. Außerdem begleitete er im gleichen Jahr Vanessa Paradis auf ihrer Tour und produzierte ihr neues Album. Sein fünftes Album Mister Mystère, erschienen 2009, war eine Zusammenarbeit mit Brigitte Fontaine. Im Jahr 2010 wirkte er entscheidend an dem Album Jamais Seul von Johnny Hallyday mit, woraus jedoch kein großer Erfolg wurde. Ferner assistierte er seinem Vater bei dessen Album.
Sein sechstes Album Îl erschien im Jahr 2012.

## Diskografie

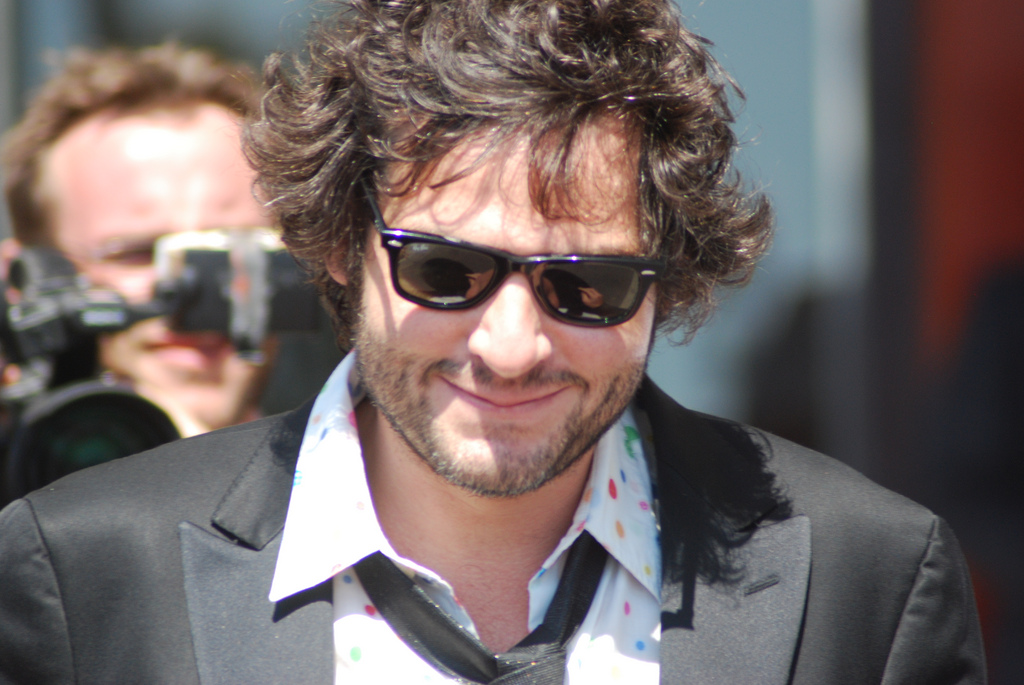
Matthieu Chedid am 17. März 2010 bei den Filmfestspielen von Cannes

### Studioalben
| Jahr | Titel                                 | Höchstplatzierung, Gesamtwochen, AuszeichnungChartplatzierungen (Jahr, Titel, Platzierungen, Wochen, Auszeichnungen, Anmerkungen) | Höchstplatzierung, Gesamtwochen, AuszeichnungChartplatzierungen (Jahr, Titel, Platzierungen, Wochen, Auszeichnungen, Anmerkungen) | Höchstplatzierung, Gesamtwochen, AuszeichnungChartplatzierungen (Jahr, Titel, Platzierungen, Wochen, Auszeichnungen, Anmerkungen) | Anmerkungen                                                              |
| Jahr | Titel                                 | FR | BEW | CH | Anmerkungen                                                              |
| ---- | ------------------------------------- | --- | --- | --- | ------------------------------------------------------------------------ |
| 1998 | Le Baptême                            | FR35 (21 Wo.)FR | — | — | Erstveröffentlichung: 4. September 1998                                  |
| 1999 | Je dis aime                           | FR11 (55 Wo.)FR | — | — | Erstveröffentlichung: 25. Oktober 1999                                   |
| 2003 | Labo                                  | FR27 (6 Wo.)FR | — | — | Erstveröffentlichung: 17. Februar 2003 Instrumentalalbum                 |
| 2003 | Qui de nous deux                      | FR1 (87 Wo.)FR | BEW4 (60 Wo.)BEW | CH76 (11 Wo.)CH | Erstveröffentlichung: 24. November 2003                                  |
| 2009 | Mister Mystère                        | FR1 (76 Wo.)FR | BEW3 (29 Wo.)BEW | CH16 (7 Wo.)CH | Erstveröffentlichung: 31. August 2009                                    |
| 2012 | Îl                                    | FR4 (56 Wo.)FR | BEW9 (44 Wo.)BEW | CH39 (3 Wo.)CH | Erstveröffentlichung: 12. November 2012                                  |
| 2015 | Louis Matthieu Joseph & Anna Chedid   | FR3 (57 Wo.)FR | BEW10 (22 Wo.)BEW | CH24 (3 Wo.)CH | Erstveröffentlichung: 23. Oktober 2015 mit Anna Chedid                   |
| 2017 | Lamomali                              | FR2 ×2Doppelplatin · (80 Wo.)FR                                                                                                   | BEW17 (45 Wo.)BEW | CH31 (9 Wo.)CH | Erstveröffentlichung: 7. April 2017 mit Toumani Diabaté & Sidiki Diabaté |
| 2019 | Lettre infinie                        | FR1 Platin · (52 Wo.)FR | BEW7 (21 Wo.)BEW | CH11 (4 Wo.)CH | Erstveröffentlichung: 25. Januar 2019                                    |
| 2022 | Rêvalité                              | FR2 Gold · (52 Wo.)FR | BEW9 (6 Wo.)BEW | CH27 (2 Wo.)CH | Erstveröffentlichung: 3. Juni 2022                                       |
| 2024 | L’heure miroir – Récital à 2 guitares | FR7 (10 Wo.)FR | BEW15 (3 Wo.)BEW | CH100 (1 Wo.)CH | Erstveröffentlichung: 14. Juni 2024 mit Thibault Cauvin                  |

### Livealben
| Jahr | Titel                                                   | Höchstplatzierung, Gesamtwochen, AuszeichnungChartplatzierungen (Jahr, Titel, Platzierungen, Wochen, Auszeichnungen, Anmerkungen) | Höchstplatzierung, Gesamtwochen, AuszeichnungChartplatzierungen (Jahr, Titel, Platzierungen, Wochen, Auszeichnungen, Anmerkungen) | Höchstplatzierung, Gesamtwochen, AuszeichnungChartplatzierungen (Jahr, Titel, Platzierungen, Wochen, Auszeichnungen, Anmerkungen) | Anmerkungen                             |
| Jahr | Titel                                                   | FR | BEW | CH | Anmerkungen                             |
| ---- | ------------------------------------------------------- | --- | --- | --- | --------------------------------------- |
| 2001 | Le tour de ‑M-                                          | FR3 (51 Wo.)FR | — | — | Erstveröffentlichung: 21. Mai 2001      |
| 2005 | En tête à tête                                          | FR2 (82 Wo.)FR | BEW26 (15 Wo.)BEW | CH93 (1 Wo.)CH | Erstveröffentlichung: 28. Oktober 2005  |
| 2010 | Les saisons de passage                                  | FR14 (26 Wo.)FR | BEW76 (5 Wo.)BEW | — | Erstveröffentlichung: 6. Dezember 2010  |
| 2013 | Îl(s)                                                   | FR139 (11 Wo.)FR | BEW97 (11 Wo.)BEW | — | Erstveröffentlichung: 18. November 2013 |
| 2017 | Lamomali Airlines                                       | FR51 (11 Wo.)FR | — | — | Erstveröffentlichung: 24. November 2017 |
| 2019 | Le grand petit concert                                  | FR24 Gold · (57 Wo.)FR | BEW60 (6 Wo.)BEW | — | Erstveröffentlichung: 22. November 2019 |
| 2019 | Les inédits du Cirque d’Hiver Bouglione s’il vous plaît | FR161 (1 Wo.)FR | — | — | Erstveröffentlichung: 13. Dezember 2019 |
| 2020 | Le grand petit concert -M-aison                         | FR80 (4 Wo.)FR | BEW148 (1 Wo.)BEW | — |                                         |
| 2020 | Le super grand petit concert -M-aison                   | FR185 (1 Wo.)FR | — | — | Erstveröffentlichung: 20. November 2020 |
| 2023 | En Rêvalité (Live AccorArena 2023)                      | FR20 (5 Wo.)FR | — | — | Erstveröffentlichung: 1. Dezember 2023  |
| 2024 | L’heure miroir – Live                                   | FR38 (7 Wo.)FR | — | — | Erstveröffentlichung: 29. November 2024 |

Weitere Livealben
- 2005: ‑M- au Spectrum

### Soundtracks
| Jahr | Titel                | Höchstplatzierung, Gesamtwochen, AuszeichnungChartplatzierungen (Jahr, Titel, Platzierungen, Wochen, Auszeichnungen, Anmerkungen) | Höchstplatzierung, Gesamtwochen, AuszeichnungChartplatzierungen (Jahr, Titel, Platzierungen, Wochen, Auszeichnungen, Anmerkungen) | Höchstplatzierung, Gesamtwochen, AuszeichnungChartplatzierungen (Jahr, Titel, Platzierungen, Wochen, Auszeichnungen, Anmerkungen) | Anmerkungen                                                                |
| Jahr | Titel                | FR | BEW | CH | Anmerkungen                                                                |
| ---- | -------------------- | --- | --- | --- | -------------------------------------------------------------------------- |
| 2006 | Ne le dis à personne | FR103 (6 Wo.)FR | — | — |                                                                            |
| 2011 | Un monstre à Paris   | FR7 (49 Wo.)FR | BEW10 (21 Wo.)BEW | — | Erstveröffentlichung: 3. Oktober 2011 mit Vanessa Paradis & Patrice Renson |

### Singles
| Jahr | Titel Album                                                                                   | Höchstplatzierung, Gesamtwochen, AuszeichnungChartplatzierungen (Jahr, Titel, Album, Platzierungen, Wochen, Auszeichnungen, Anmerkungen) | Höchstplatzierung, Gesamtwochen, AuszeichnungChartplatzierungen (Jahr, Titel, Album, Platzierungen, Wochen, Auszeichnungen, Anmerkungen) | Höchstplatzierung, Gesamtwochen, AuszeichnungChartplatzierungen (Jahr, Titel, Album, Platzierungen, Wochen, Auszeichnungen, Anmerkungen) | Anmerkungen |
| Jahr | Titel Album                                                                                   | FR | BEW | CH | Anmerkungen |
| --- | --------------------------------------------------------------------------------------------- | --- | --- | --- | --- |
| 1998 | Machistador Le baptême                                                                        | FR83 (12 Wo.)FR | — | — | |
| 1999 | Onde sensuelle / Je dis aime –                                                                | FR46 (14 Wo.)FR | — | — | |
| 2001 | Y’a des zazous Kékéland                                                                       | FR50 (13 Wo.)FR | — | — | mit Brigitte Fontaine                                                                                              |
| 2004 | Qui de nous deux                                                                              | FR40 (16 Wo.)FR | — | CH83 (6 Wo.)CH | Erstveröffentlichung: 21. Januar 2004                                                                              |
| 2004 | À tes souhaits Qui de nous deux                                                               | FR78 (6 Wo.)FR | — | — | |
| 2004 | Ma mélodie Qui de nous deux                                                                   | FR67 (9 Wo.)FR | — | — | |
| 2005 | La bonne étoile Qui de nous deux                                                              | FR50 (8 Wo.)FR | — | — | |
| 2009 | Le roi des ombres Mister Mystère                                                              | — | BEW28 (4 Wo.)BEW | — | Erstveröffentlichung: 8. Juni 2009                                                                                 |
| 2011 | La Seine Un monstre à Paris                                                                   | FR9 (74 Wo.)FR | BEW3 (27 Wo.)BEW | — | Erstveröffentlichung: 27. Juni 2011 mit Vanessa Paradis                                                            |
| 2012 | Mojo Îl                                                                                       | FR27 (24 Wo.)FR | BEW27 (2 Wo.)BEW | — | Erstveröffentlichung: 3. September 2012                                                                            |
| 2012 | Baïa Îl                                                                                       | FR125 (7 Wo.)FR | — | — | Erstveröffentlichung: 26. November 2012                                                                            |
| 2016 | Bal de Bamako Lamomali                                                                        | FR140 (6 Wo.)FR | — | — | Erstveröffentlichung: 16. Dezember 2016 M, Toumani Diabaté & Sidiki Diabaté feat. Fatoumata Diawara & Oxmo Puccino |
| Folgende Lieder erschienen nicht als Single, wurden aber durch das Album zum Download und Streaming bereitgestellt und konnten somit eine Platzierung erlangen: |                                                                                               | | | | |
| |                                                                                               | | | | |
| 2015 | F.O.R.T. Louis Matthieu Joseph & Anna Chedid                                                  | FR98 (3 Wo.)FR | — | — | als Louis Matthieu Joseph & Anna Chedid                                                                            |
| 2015 | On ne dit jamais assez aux gens qu’on aime qu’on les aime Louis Matthieu Joseph & Anna Chedid | FR132 (1 Wo.)FR | — | — | als Louis Matthieu Joseph & Anna Chedid                                                                            |
| 2019 | Superchérie Lettre infinie                                                                    | FR113 Gold · (2 Wo.)FR | — | — | |
| 2019 | Lettre infinie                                                                                | FR172 (1 Wo.)FR | — | — | |

Weitere Singles
- 1998: Au suivant
- 2000: Le complexe du corn flakes
- 2009: Mister Mystère
- 2017: Manitoumani (FR: Gold)

Weitere Lieder
- 2017: Solidarité (FR: Gold)
- 2018: Grand petit con (FR: Gold)

### Gastbeiträge
| Jahr | Titel Album                 | Höchstplatzierung, Gesamtwochen, AuszeichnungChartplatzierungen (Jahr, Titel, Album, Platzierungen, Wochen, Auszeichnungen, Anmerkungen) | Höchstplatzierung, Gesamtwochen, AuszeichnungChartplatzierungen (Jahr, Titel, Album, Platzierungen, Wochen, Auszeichnungen, Anmerkungen) | Höchstplatzierung, Gesamtwochen, AuszeichnungChartplatzierungen (Jahr, Titel, Album, Platzierungen, Wochen, Auszeichnungen, Anmerkungen) | Anmerkungen         |
| Jahr | Titel Album                 | FR | BEW | CH | Anmerkungen         |
| --- | --------------------------- | --- | --- | --- | ------------------- |
| Folgende Lieder erschienen nicht als Single, wurden aber durch das Album zum Download und Streaming bereitgestellt und konnten somit eine Platzierung erlangen: |                             | | | |                     |
| |                             | | | |                     |
| 2016 | Baby That’s You Stachelight | FR151 (1 Wo.)FR | — | — | Deluxe feat. M      |
| 2019 | Parano Chocolat             | FR46 (2 Wo.)FR | — | — | Roméo Elvis feat. M |

### Boxsets
| Jahr | Titel                                         | Höchstplatzierung, Gesamtwochen, AuszeichnungChartplatzierungen (Jahr, Titel, Platzierungen, Wochen, Auszeichnungen, Anmerkungen) | Höchstplatzierung, Gesamtwochen, AuszeichnungChartplatzierungen (Jahr, Titel, Platzierungen, Wochen, Auszeichnungen, Anmerkungen) | Höchstplatzierung, Gesamtwochen, AuszeichnungChartplatzierungen (Jahr, Titel, Platzierungen, Wochen, Auszeichnungen, Anmerkungen) | Anmerkungen                              |
| Jahr | Titel                                         | FR | BEW | CH | Anmerkungen                              |
| ---- | --------------------------------------------- | --- | --- | --- | ---------------------------------------- |
| 2002 | Le baptême / Je dis aime                      | FR127 (3 Wo.)FR | — | — |                                          |
| 2004 | Le baptême / Je dis aime / Labo               | FR166 (3 Wo.)FR | — | — |                                          |
| 2004 | Le tour de M / Qui de nous deux               | FR130 (8 Wo.)FR | — | — |                                          |
| 2005 | Qui de nous deux / Je dis aime / Le baptême   | FR92 (12 Wo.)FR | — | — |                                          |
| 2008 | 2CD Originals: Qui de nous deux / Je dis aime | FR78 (17 Wo.)FR | — | — | Erstveröffentlichung: 21. September 2009 |
| 2020 | Le grand petit coffret de -M-                 | FR92 (1 Wo.)FR | — | — |                                          |
| 2022 | En rêvalité aux folies bergeres               | FR108 (1 Wo.)FR | — | — |                                          |

## Auszeichnungen
- 2000 gewann Matthieu Chedid in den Kategorien Bester männlicher Interpret des Jahres und Bestes Konzert zwei Victoires de la Musique.[6]
- 2005 gewann er vier Victoires de la Musique in den Kategorien Bester männlicher Interpret des Jahres, Bestes Chanson-Album (für Qui de nous deux), Beste Tournee und Bestes Musical (für Les Leçons de musique).[6]
- 2007 gewann -M- für den Film Ne le dis à personne einen César, einen Victoire für die beste Filmmusik und einen Étoile d’or für die beste Filmmusik.[6]
- 2011 wurde der Film Un monstre à Paris für den César für die beste Filmmusik nominiert. Chedid erhielt wieder den Victoires de la Musique für das beste Konzert bzw. die beste Tournee.[6]
- 2012 nahm er zwei Victoires de la Musique in den Sparten Bestes Musical (für Les Saisons de passage) und Bestes Musikvideo (für La Seine) entgegen.[6]